# 슈퍼 CD-ROM²
슈퍼 CD-ROM²(영어: Super CD-ROM², 일본어: スーパーシーディーロムロム)는 일본의 기업 NEC 홈 일렉트로닉스에서 발매한 PC 엔진용 주변 기기이다. 1991년 12월 13일 일본에서 발매되었으며, 발매 당시 정가는 47,800엔이었다.

## 개요
PC엔진의 주변기기인 CD-ROM2시스템의 SRAM을 4배로 강화한 상위규격의 시스템이다. CD-ROM2용 소프트웨어와 SUPER CD-ROM2용 소프트웨어 모두를 기동할 수 있다. 이 규격에 대응한 시스템의 조합으로서 주로 이하의 3가지 방법이 제공되었다.
- 구 CD-ROM2 시스템 본체에 슈퍼 시스템 카드를 교체(구 기종 사용자용 방법)
- PC 엔진 본체에 SUPER CD-ROM2 시스템 본체를 연결한다(PC 엔진만의 소유자용 방법)
- 일체형 기종인 PC 엔진 Duo 시리즈를 사용(신규 사용자용 방법)

이 외 , 후년에 발매된 파이어니어의 제품으로, 수개월 후에 NEC홈 엘렉트로닉스도 OEM으로 판매한 레이저 액티브 PC 엔진 팩도 SUPER CD-ROM2를 지원하고 있다.

## 하드웨어
본체의 색조는 코어 그래픽스II에 맞춘 것. 유닛 전체가 확장 버스의 후방에 배치되는 디자인으로 했기 때문에 PC 엔진 슈퍼 그래픽스에도 어댑터 없이 직접 접속 가능해졌지만, PC 엔진 LT와의 접속에는 SUPER ROM2 ADAPTER(PI-AD18)가 필요해졌다.
CD-ROM²로부터 변경된 사항은 시스템 카드와 인터페이스 유니트의 내장, SRAM 용량(2Mbit)의 증설 등이 있다. 슈퍼 시스템 카드 Ver. 3.0을 사용하여 CD-ROM²에서도 슈퍼 CD-ROM² 전용 게임을 즐길 수 있다. SRAM 용량 증설로 CD-ROM²의 단점이었던 느린 로딩 속도가 어느 정도 해결되었다.
상기와 같이 시스템 카드 기능이 내장되어 있기 때문에, CD-ROM 소프트를 사용하는 경우는 아케이드 카드등의 사용시를 제외하고 PC 엔진 본체의 휴카드 슬롯에는 아무것도 꽂지 않고 스위치를 넣는다.이것은 PC 엔진 Duo에서도 같은 사양으로 되어 있다.

### 상세
| CD-ROM드라이브   | 배속 （150KB/초）                                           |
| 통신 프로토콜    | SCSI-1                                                      |
| SRAM             | 2Mbit（256KB）                                              |
| ADPCM용DRAM      | 64KB                                                        |
| ADPCM데이터 포맷 | 1ch 1Bit（부호）+3Bit（최적화된 변위량 오키전기 자체 형식） |
| 백업용SRAM       | 2KB                                                         |

- SUPER CD-ROM2몸통 왼쪽 측면에는 전원 출력 단자가 있고 PC엔진 및 PC엔진 코어 그래픽스에의 급전이 가능하다.단 PC엔진 슈퍼 그래픽스에 대한 급전에 대응하지 않고 있다.
- 본체 바닥에 용도 불명의 확장 단자가 있다.

## 주변기기

### NEC 홈 일렉트로닉스 정품
| 형번    | 명칭             | 발매일          | 비고                                                          |
| ------- | ---------------- | --------------- | ------------------------------------------------------------- |
| PAD-125 | AC 어댑터        | 1991년 12월13일 | SUPER CD-ROM 2 용 AC 어댑터.                                  |
| PI-AD18 | SUPER ROM2어댑터 | 1992년 3월      | PC엔진LTをSUPER CD-ROM2와 접속할 때 필수가되는 어댑터。       |
| PCE-AC1 | 아케이드 카드DUO | 1994년 3월 12일 | PC엔진듀오 계열의 기종이나SUPER CD-ROM2용도의 아케이드 카드。 |

## 버전 변경
아케이드 카드
SUPER CD-ROM 2 에 아케이드 카드 Duo를 조합하는 등의 방법으로 16Mbit의 DRAM을 추가한아케이드 카드 대응 시스템에 버전 업 할 수 있다.대응하는 시스템의 조합에 대해서는 해당 기사 참조.
버전 다운
SUPER CD-ROM  2  대응 기종에 구 CD-ROM  2  부속의 시스템 카드(별매도 존재)를 넣으면 구 CD-ROM  2  규격으로서 기동할 수 있다.
SUPER CD-ROM2 용 소프트웨어의 대부분은 구 CD-ROM2 에서 기동했을 때의 경고 화면이 여러 가지 취향을 집중시키는걸로 변경되었다.
또, 초기 로트의 「수왕기」는 버전 2.0 이상의 시스템 카드에서는 불편이 발생하기 때문에 SUPER CD-ROM2 이나 PC 엔진 Duo에서는 버전 1.0의 시스템 카드를 삽입하는 편이 안전하게 플레이하는 것이 가능한 등, 일부 소프트의 워크어라운드로도 되어 있었다.

## 소프트웨어
CD-ROM2에서 SUPER CD-ROM2로의 플랫폼 이행 과도기에는 SUPER CD-ROM2로 기동하는 편이 동작이 쾌적해지는 등 양자의 동작에 변화가 발생하는 양 대응 소프트웨어가 몇 개 발매되었다.
론치 타이틀은 없고, 본기 발매전인 1991년 10월 25일 발매의 「천사의 시」, 「드래곤 슬레이어 영웅 전설」, 「포퓰러스 더·프로미스트 랜드」가 첫 SUPER CD-ROM2 대응 소프트이다.마지막 타이틀은 1999년 6월 3일 발매의 「데드·오브·더·브레인 1&2」이다.

## 그 외
구 시스템을 SRAM용량증설이라는 방법으로 신 시스템과 비슷한 성능으로 사용할 수 있게 했던 탓 외에도 PC 엔진과의 일체형인 PC 엔진 듀오(Duo-R, Duo-RX)가 이미 발매되어 버렸기 때문에 하드웨어로서는 별다른 성공을 거두지 못했다. 하지만 슈퍼 CD-ROM²라는 플랫폼이 꽤 성공적이었기에, 당시의 차세대기(플레이스테이션, 세가 새턴)가 CD-ROM을 탑재하게 되는 결정타였다고도 할 수 있다.

## 이후
이 시기에 세가에서 메가 드라이브용 주변 기기로 SUPER CD-ROM2의 성능을 넘는 메가 CD가 출시되고 첫 CD-ROM기종의 경쟁이 되지만 이미 PC엔진 소프트웨어의 주류가 되어 있던 CD-ROM2시스템에서 SUPER CD-ROM2 환경에 대한 업그레이드가 가능하여 신규 유저용으로 SUPER CD-ROM2용 소프트가 놀 수 있는 PC엔진 Duo가 출시된 일로 보급이 늘면서 소프트웨어 공급도 안정되고 있었기 때문에 이 세대의 CD-ROM플랫폼으로서는 PC엔진이 활발하였다. PC엔진 시장은 SUPER CD-ROM2중심으로 이행하는 다수의 타이틀이 발매됐다.
플랫폼의 SUPER CD-ROM2보급의 한편, 주변 기기로서의 SUPER CD-ROM2시스템 본체는 이 규격에 대응하는 하드웨어 속에서 발매가 늦게 선행해서 발매된 슈퍼 시스템 카드나 PC엔진 Duo시리즈가 수요의 대부분을 마련한 데 그 PC엔진 Duo시리즈가 SUPER CD-ROM2이후의 PC엔진의 주력 공급 하드가 되고 있다는 것도 있어 이 기기 자체는 세일즈적으로는 부진했다.